# キングフィッシャー航空テニス・オープン
キングフィッシャー航空テニス・オープン（Kingfisher Airlines Tennis Open）は、毎年9月に開催されていたATPツアー大会である。1996年から2004年までは中国・上海、2005年はベトナム・ホーチミン、2006年から2007年まではインド・ムンバイで開催されていた。2008年はバンガロールで開催される予定であったが中止になり、2009年よりマレーシアのクアラルンプールで新設されたマレーシア・オープンに移行する形で終了した。 キングフィッシャー航空が冠スポンサーを務めていた。

## 歴代優勝者

### シングルス
| 開催地       | 年   | 優勝者                     | 準優勝者                 | 決勝結果         |
| ------------ | ---- | -------------------------- | ------------------------ | ---------------- |
| バンガロール | 2008 | 開催なし                   | 開催なし                 | 開催なし         |
| ムンバイ     | 2007 | リシャール・ガスケ         | オリビエ・ロクス         | 6–3, 6–4         |
| ムンバイ     | 2006 | ドミトリー・トゥルスノフ   | トマーシュ・ベルディハ   | 6–3, 4–6, 7–6(5) |
| ホーチミン   | 2005 | ヨナス・ビョルクマン       | ラデク・ステパネク       | 6–3, 7–6(4)      |
| 上海         | 2004 | ギリェルモ・カナス         | ラース・ブルクスミュラー | 6–1, 6–0         |
| 上海         | 2003 | マーク・フィリプーシス     | イリ・ノバク             | 6–2, 6–1         |
| 上海         | 2002 | 開催なし                   | 開催なし                 | 開催なし         |
| 上海         | 2001 | ライナー・シュットラー     | ミシェル・クラトクビル   | 6–3, 6–4         |
| 上海         | 2000 | マグヌス・ノーマン         | チャン・シャルケン       | 6–4, 4–6, 6–3    |
| 上海         | 1999 | マグヌス・ノーマン         | マルセロ・リオス         | 2–6, 6–3, 7–5    |
| 上海         | 1998 | マイケル・チャン           | ゴラン・イワニセビッチ   | 4–6, 6–1, 6–2    |
| 上海         | 1997 | ヤン・クロスラック         | アレクサンドル・ボルコフ | 6–2, 7–6(2)      |
| 上海         | 1996 | アンドレイ・オルホフスキー | マーク・ノールズ         | 7–6(5), 6–2      |

### ダブルス
| 開催地       | 年   | 優勝者                                                  | 準優勝者                                          | 決勝結果             |
| ------------ | ---- | ------------------------------------------------------- | ------------------------------------------------- | -------------------- |
| バンガロール | 2008 | 開催なし                                                | 開催なし                                          | 開催なし             |
| ムンバイ     | 2007 | ロベルト・リンドステット ヤルコ・ニエミネン             | ロハン・ボパンナ アイサム＝ウル＝ハク・クレシ     | 7–6(3), 7–6(5)       |
| ムンバイ     | 2006 | マリオ・アンチッチ マヘシュ・ブパシ                     | ロハン・ボパンナ Mustafa Ghouse                   | 6–4, 6–7(6), [10–8]  |
| ホーチミン   | 2005 | ラース・ブルクスミュラー フィリップ・コールシュライバー | アシュリー・フィッシャー ロベルト・リンドステット | 5–6(3), 6–4, 6–2     |
| 上海         | 2004 | ジャレッド・パーマー パベル・ビズネル                   | リック・リーチ ブライアン・マクフィー             | 4–6, 7–6(4), 7–6(11) |
| 上海         | 2003 | ウェイン・アーサーズ ポール・ハンリー                   | 曾少眩 Ben-Qiang Zhu                              | 6–2, 6–4             |
| 上海         | 2002 | 開催なし                                                | 開催なし                                          | 開催なし             |
| 上海         | 2001 | バイロン・ブラック トーマス嶋田                         | ジョン＝ラフニー・デ・ヤーガー ロビー・コーニッグ | 6–2, 3–6, 7–5        |
| 上海         | 2000 | ポール・ハーフース チャン・シャルケン                   | ペトル・パラ パベル・ビズネル                     | 6–2, 3–6, 6–4        |
| 上海         | 1999 | セバスチャン・ラルー ダニエル・ネスター                 | トッド・ウッドブリッジ マーク・ウッドフォード     | 7–5, 6–3             |
| 上海         | 1998 | マヘシュ・ブパシ リーンダー・パエス                     | トッド・ウッドブリッジ マーク・ウッドフォード     | 6–4, 6–7, 7–6        |
| 上海         | 1997 | マックス・ミルヌイ ケビン・ウリエット                   | トマス・ナイダール ステファノ・ペスコソリド       | 7–6, 6–7, 7–5        |
| 上海         | 1996 | マーク・ノールズ ロジャー・スミス                       | ジム・グラブ マイケル・テビット                   | 4–6, 6–2, 7–6        |